# Tršić
Tršić (Sârba Cirilică: Тршић) este un sat în vecinătatea municipiului Loznica, aflat în regiunea Mačva din Serbia. Este locul de naștere al lingvistului sârb Vuk Stefanović Karadžić.
Satul a fost distrus de forțele otomane în timpul Răscoalei Sârbe, dar a fost refăcut ca și muzeu pentru Karadžić.